# Dolina Czarnej Huczawy
Dolina Czarnej Huczawy (niem. Grosser Rauschgrund, słow. Dolina Čiernej Hučavy, węg. Fekete-Zúgó-völgy) – górna boczna odnoga Doliny Czarnej Rakuskiej w słowackich Tatr Bielskich.
Dolina Czarnej Huczawy opada spod Steżkowej Przełęczy (ok. 1450 m) w kierunku północno-wschodnim i uchodzi do Doliny Czarnej Rakuskiej na wysokości około 970 m. Orograficznie lewe zbocza doliny tworzy Ryniasowy Dział oddzielający ją od Doliny pod Czerwoną Glinką, prawe Steżkowy Dział. Dnem doliny płynie potok Czarna Huczawa.
Nazwa doliny pochodzi od płynącego jej dnem potoku. Huczawa to określenie na Podhalu i na Słowacji oznaczające bystre, szumiące potoki i głośno wypływające źródła. Nazwa pochodzi od słowa huczeć (słow. hučat).
Dolina jest porośnięta bujnym lasem, a w górnej części bujnymi łanami kosodrzewiny. Przez ludzi odwiedzana jest bardzo rzadko, brak w niej dróg, ścieżki nieliczne i zarastające. Dla turystów jest to zamknięty obszar ochrony ścisłej Tatrzańskiego Parku Narodowego.